# OZM (mina)

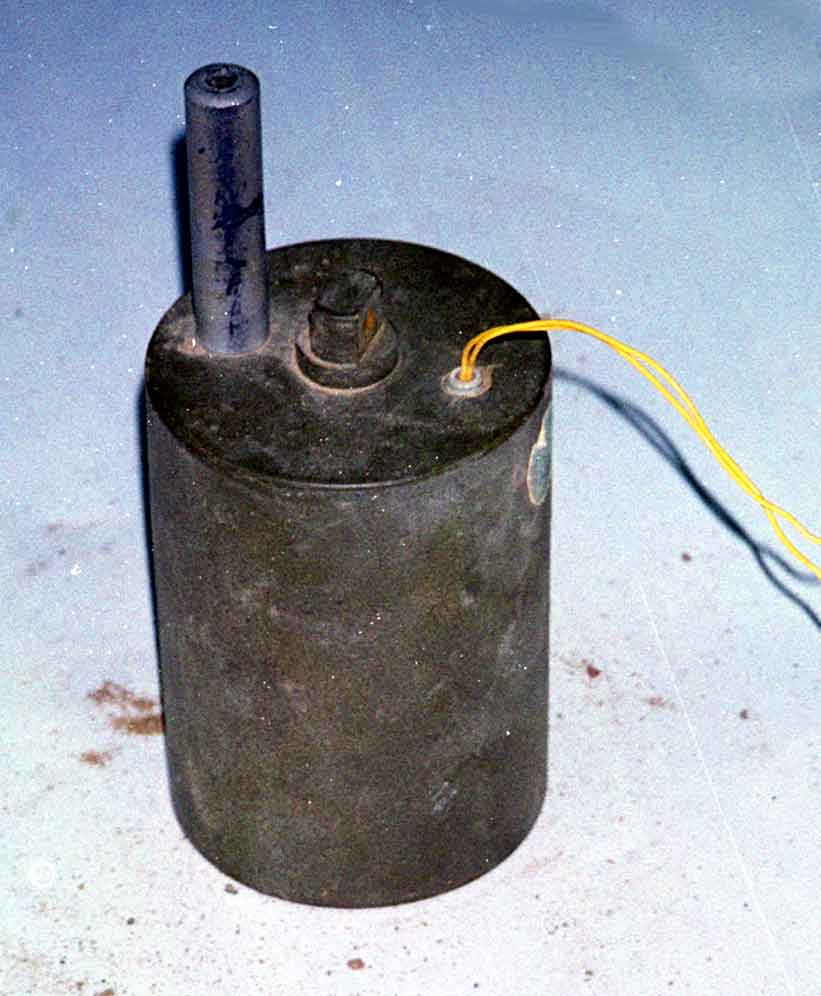
una OZM-3

L'OZM-3, OZM-4 e OZM-72 sono delle mine antiuomo saltanti, prodotte in Russia
Di solito sono dipinte di verde oliva, e fornite con una matassa di filo ad inciampo e due picchetti verdi di metallo o legno per fissare il filo. Sia l'OZM-3 e l'OZM-4 hanno corpi frammentanti in ghisa (concettualmente simili alla bomba a mano Mk2), mentre la OZM-72 contiene delle sbarrette in acciaio, tutte e tre sono consegnate con i pozzi dei detonatori vuoti, così da poter scegliere il tipo d'innesco.
Di aspetto le OZM 3 e OZM 72 sono simili alla tedesca Schrapnellmine, con la cima piatta; invece la OZM 4 ha la cima tondeggiante (vedi la figura ad inizio pagina).

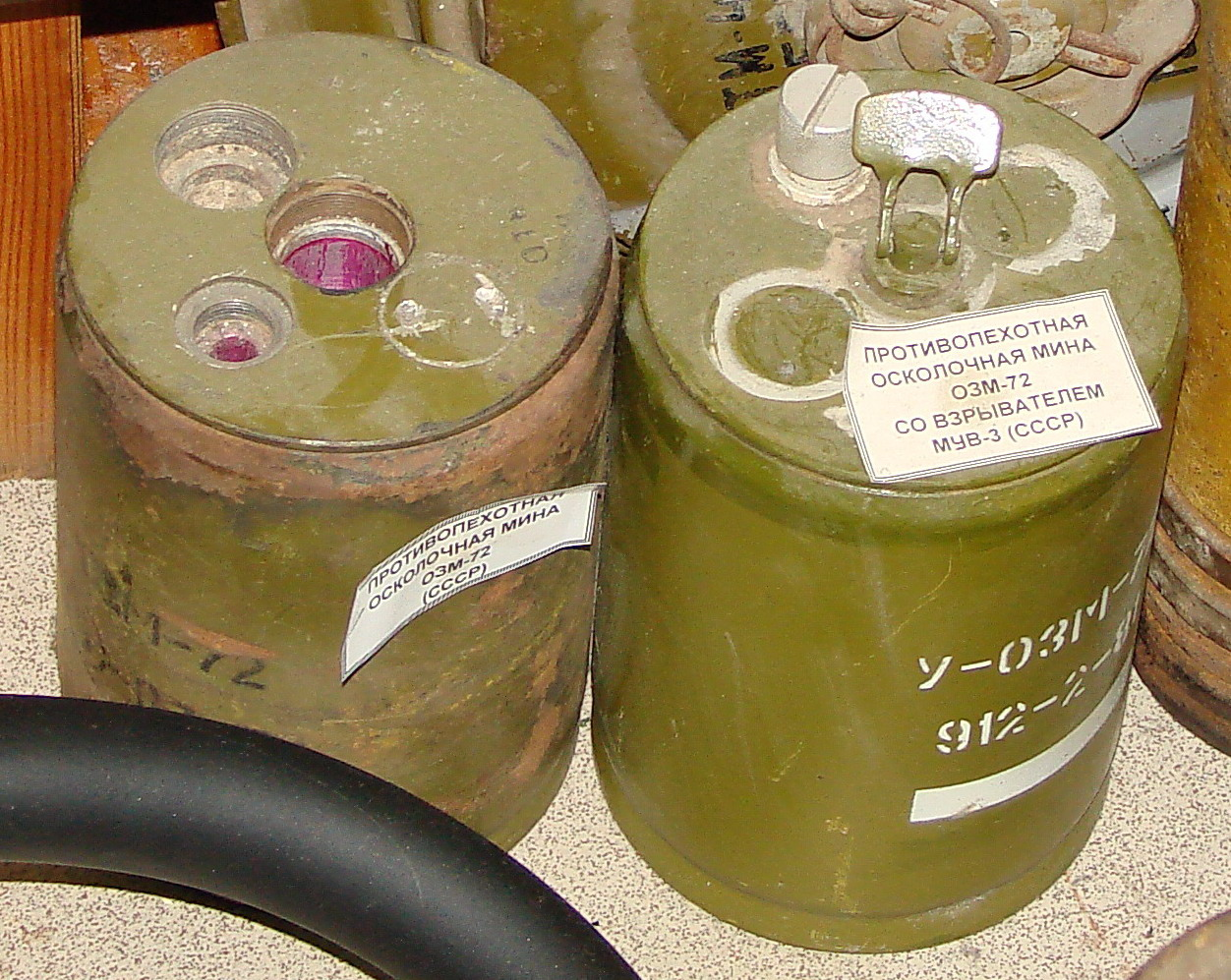
Una OZM-72

## Uso
Queste mine possono essere attivate con vari tipi di sensori, tra cui la miccia elettrica o comandata a distanza, anche se sono più comunemente armati con un innesco MUV attivato da un filo ad inciampo.
quando è innescata, una base metallica rimane sul terreno, mentre la mina è fatta saltare su da una piccola carica propellente, ma rimane attaccata ad un filo resistente attaccato alla base. Quando la cima del filo arriva a circa mezzo metro da terra, la carica principale esplode, attivata dalla corda, e manda un nugolo di frammenti tutt'intorno, su una vasta area.

## Dati
Le Mine funzionano con una temperatura da -60 a +60 °C, hanno il corpo in ferro o ghisa e la OZM-72 contiene 2.400 piccoli frammenti metallici a forma di cilindro.

## Trattato di Ottawa
Dopo il Trattato di Ottawa, un certo numero di stati ha deciso di tenere le loro mine OZM, ma convertendole per la sola detonazione a distanza, distruggendo tutti gli inneschi che possono essere potenzialmente attivati da civili o animali. La Bielorussia in particolare ha deciso di tenere 200.000 OZM-72.